# 安德里·拉乔利纳
安德里·尼里纳·拉乔利纳（马达加斯加语；1974年5月30日—）是马达加斯加政治人物。现任马达加斯加总统，曾任首都塔那那利佛市长、反對黨領袖。

## 政變
2009年3月17日，马克·拉瓦卢马纳纳总统宣布解散政府，把权力交给军方，军方随即拥立拉乔利纳为新总统，而马国高等宪法法院也裁定他任代理总统，绕过了宪法规定须年满40岁才可担任总统的规定。3月22日，正式宣誓就职，但是国际社会没有人参加就职仪式。非洲联盟因此中止了马达加斯加的成员国资格，美国也切断了所有对马达加斯加的非人道事务援助。
2013年計劃參選總統，但其參選資格于8月被法院駁回。最終他沒參選，並于2014年移交權力于新政府。

## 总统生涯
2018年总统选举中，以55.66%的支得票率成功当选马达加斯加总统，于2019年1月19日正式就职。2023 年6月，法国国籍的披露导致议会展开调查，随后一群旅居法国的马达加斯加公民向高等宪法法院提出质询。2023年11月25日，拉乔利纳在总统大选中获胜，连任马达加斯加总统，同年12月1日，马达加斯加宪法法院宣布他的当选有效。